# Chamaeleon (botanica)
Chamaeleon Cass., 1827 è un genere di piante angiosperme dicotiledoni della famiglia delle Asteraceae.

## Descrizione
(Questa è una descrizione generica per le specie della sottotribù Carlininae.)
Le specie di questa sottotribù sono erbacee perenni o arbusti, ma anche (meno frequentemente) piante annuali.
Le foglie, disposte in modo alterno, sono spesso spinose e profondamente pennate, raramente sono intere.
Le infiorescenze sono composte da capolini per lo più solitari e avvolti da vistose brattee simili a foglie. I capolini, omogami o eterogami, di tipo discoide, sono formati da un involucro a forma più o meno cilindrica composto da brattee (o squame) all'interno delle quali un ricettacolo fa da base ai fiori tutti tubulosi (in alcuni casi sono presenti anche dei fiori radiati). Le brattee dell'involucro disposte su più serie in modo embricato hanno forme diverse: spesso sono molto visibili, colorate e a forma radiata. Il ricettacolo è densamente ricoperto con grandi scaglie.
I fiori sono principalmente del tipo tubuloso. I fiori sono tetra-ciclici (ossia sono presenti 4 verticilli: calice – corolla – androceo – gineceo) e pentameri (ogni verticillo ha 5 elementi). I fiori sono ermafroditi e actinomorfi. Molto raramente sono presenti dei fiori periferici radiati e sterili.
- Formula fiorale:

- /x K {\displaystyle \infty }, [C (5), A (5)], G 2 (infero), achenio

Calice: i sepali del calice sono ridotti ad una coroncina di squame.
Corolla: le corolle dei fiori in genere sono corte.
Androceo: gli stami sono 5 con filamenti liberi, distinti e glabri, mentre le antere sono saldate in un manicotto (o tubo) circondante lo stilo. Le antere hanno delle lunghe appendici sericee.
Gineceo: lo stilo è filiforme e corto; gli stigmi dello stilo sono due divergenti. L'ovario è infero uniloculare formato da 2 carpelli.
Il frutto è un achenio con un pappo. L'achenio è densamente sericeo e il pericarpo è di tipo parenchimatico. Il pappo (persistente o deciduo) è formato da setole piumose spesso connate con robuste scaglie.

## Biologia
- Impollinazione: l'impollinazione avviene tramite insetti (impollinazione entomogama).
- Riproduzione: la fecondazione avviene fondamentalmente tramite l'impollinazione dei fiori (vedi sopra).
- Dispersione: i semi cadendo a terra (dopo essere stati trasportati per alcuni metri dal vento per merito del pappo – disseminazione anemocora) sono successivamente dispersi soprattutto da insetti tipo formiche (disseminazione mirmecoria).

## Distribuzione
Le specie di questo genere si trovano in Europa mediterranea, nel Magreb, in Anatolia, in Asia mediterranea, in Afghanistan e Pakistan.

## Tassonomia
La famiglia di appartenenza di questa voce (Asteraceae o Compositae, nomen conservandum) probabilmente originaria del Sud America, è la più numerosa del mondo vegetale, comprende oltre 23.000 specie distribuite su 1.535 generi, oppure 22.750 specie e 1.530 generi secondo altre fonti (una delle checklist più aggiornata elenca fino a 1.679 generi). La famiglia attualmente (2021) è divisa in 16 sottofamiglie.
La tribù Cardueae (della sottofamiglia Carduoideae) a sua volta è suddivisa in 12 sottotribù (la sottotribù Carlininae è una di queste).

### Filogenesi
Sulla sottotribù Carlininae non sono state fatte finora delle specifiche analisi filogenetiche sul DNA, ma solo ristrette ricostruzioni su alcune specie. La sottotribù sembra aver avuto un'origine africana in quanto Carlininae è probabilmente il gruppo basale della tribù Cardueae e formano un “gruppo fratello” con altre due sottotribù (Oldenburgieae e Tarchonantheae entrambe della sottofamiglia Tarchonanthoideae) che in base alle ultime ricerche risultano di origine africana (altre precedenti ipotesi di origine di questo gruppo, come specie endemiche insulari di Creta e della Macaronesia, sono da eliminare).
Chamaeleon è un genere recentemente recuperato. In passato le specie di questo genere erano descritte all'interno del genere Carlina.

### Elenco delle specie
Il genere comprende le seguenti 5 specie:
- Chamaeleon comosus (Spreng.) Greuter
- Chamaeleon cuneatus  (Boiss.) Dittrich
- Chamaeleon gummifer  (L.) Cass.
- Chamaeleon macrocephalus  (Moris) Sch.Bip.
- Chamaeleon macrophyllus  (Desf.) D.P.Petit

#### Flora spontanea italiana
in Italia sono presenti due specie:
- Chamaeleon gummifer  (L.) Cass. - Masticogna latticifera: il fusto è nullo. L'altezza massima della pianta è di 5 – 20 cm; il ciclo biologico è perenne; la forma biologica è emicriptofita rosulata (H ros); il tipo corologico è "Sud Mediterraneo"; l'habitat tipico sono le garighe e i pascoli aridi; in Italia è una specie rara e si trova al Sud fino ad una quota di 700 m s.l.m.. (Nella "Flora d'Italia" è indicata come Carlina gummifera (L.) Less.)
- Chamaeleon macrocephalus  (Moris) Sch.Bip.  - Carlina sardo-corsa: il fusto è sviluppato normalmente. L'altezza massima della pianta è di 2 - 4 dm; il ciclo biologico è perenne; la forma biologica è emicriptofita scaposa (H scap); il tipo corologico è "Endemico"; l'habitat tipico sono i pendii aridi e ventosi; in Italia è una specie comune e si trova in Toscana e in Sardegna fino ad una quota compresa tra 900 e 2.000 m s.l.m.. (Nella "Flora d'Italia" è indicata come Carlina macrocephala Moris)